# 小行星11422
小行星11422（11422 Alilienthal）是一颗绕太阳运转的小行星，为主小行星带小行星。该小行星于1999年6月10日发现。

## 轨道参数
小行星11422的轨道半长轴为2.5480738 UA，离心率为0.122。